# Иерисос
Иерисо́с (Иерисс, Гиерис, греч. Ιερισσός) — малый город в Греции. Находится на высоте 10 метров над уровнем моря, на побережье одноимённого залива, на перешейке между полуостровами Айон-Орос и Халкидики, в 37 километрах к востоку от Полийироса, в 83 километрах к юго-востоку от города Салоники и в 269 километрах к северу от Афин. Является административным центром общины (дима) Аристотелис в периферийной единице Халкидики в периферии Центральная Македония. Население 3266 жителей согласно переписи 2011 года.
Название города происходит от лат. ericius «ёж», что связано с названием древнего города Аканф, расположенного в километре к северо-западу от Иерисоса. Акант — растение с колючими листьями.
Национальная дорога 16 связывает Иерисос с Салониками.

## История
Аканф был основан андросцами в середине VII века до н. э. Город был разграблен римлянами около 200 года до н. э., но порт продолжал работать. В период Римской империи город стал римской провинцией (конвентом римских граждан, conventus Syracusanus)
Иерисос впервые упоминается как Эрисос (Ερισός) в 883 году. Летом 1425 года город попал под власть Османской империи. Экономический подъем в XVIII веке связан с возобновлением добычи серебра на руднике Сидирокафсия. Входил в союз 12 деревень, называемый «Союз руды» («Κοινόν του Μαδεμίου») или Мандемохория (Μαντεμοχώρια) от μαντέμι «руда» от тур. maden. В союз входили Галатиста, Вавдос, Равна, Ставрос, Варвара, Лиаригови, Неохорион, Казандзи-Махалас, Изворон, Хоруда, Ревеникия и Иерисос. В 1932 году в результате сильного землетрясения поселение было разрушено. Новый город был построен недалеко от прежнего места, как выяснилось при раскопках на месте кладбища Аканфа.
Сохранилась византийская башня Круна (Πύργος της Κρούνας) высотой 13,5 метров, укрепление подворья монастыря Хиландар.

## Сообщество Иерисос
Сообщество создано в 1918 году (ΦΕΚ 152Α). В общинное сообщество Иерисос входят шесть населённых пунктов. Население 3455 жителей по переписи 2011 года. Площадь 52,605 квадратного километра.
| Наименование | Население (2011), человек |
| ------------ | ------------------------- |
| Гаврадия     | 73                        |
| Иерисос      | 3266                      |
| Кумица       | 40                        |
| Лимани       | 4                         |
| Ниреас       | 6                         |
| Ксиропотамон | 66                        |

## Население
| Год  | Население, человек |
| ---- | ------------------ |
| 1991 | 2932               |
| 2001 | 3037               |
| 2011 | ↗ 3266             |